# 체베즈쥐
체베즈쥐(Abrawayaomys chebezi)는 비단털쥐과에 속하는 남아메리카 설치류의 일종이다. 아르헨티나 북동부의 미시오네스 주에서만 알려져 있다. 작은 크기의 설치류로 머리부터 몸까지 길이는 105~135.6mm, 꼬리 길이는 112~151mm, 발 길이는 28~33.5mm이다. 귀 길이는 17~18.5mm, 몸무게는 최대 50g이다.